# Couhaib Driouech
Couhaib Driouech (IJmuiden, 17 de abril de 2002) es un futbolista neerlandés que juega de delantero en el PSV Eindhoven de la Eredivisie.

## Trayectoria
Debutó como profesional con el Eredivisie del S. C. Heerenveen el 19 de septiembre de 2020 contra el Fortuna Sittard. Entró como sustituto en el tiempo de descuento de Arjen van der Heide en la victoria del Heerenveen por 3-1.
El 31 de agosto de 2021 firmó un contrato de tres años con el Excelsior Róterdam de la Eerste Divisie.

## Vida personal
Nacido en los Países Bajos, es de ascendencia marroquí.

## Estadísticas

### Clubes
Actualizado al último partido disputado el 5 de noviembre de 2024.
| Club                              | Div.          | Temporada     | Liga  | Liga  | Liga   | Copas nacionales | Copas nacionales | Copas nacionales | Copas internacionales | Copas internacionales | Copas internacionales | Total | Total | Total  |
| Club                              | Div.          | Temporada     | Part. | Goles | Asist. | Part.            | Goles            | Asist.           | Part.                 | Goles                 | Asist.                | Part. | Goles | Asist. |
| --------------------------------- | ------------- | ------------- | ----- | ----- | ------ | ---------------- | ---------------- | ---------------- | --------------------- | --------------------- | --------------------- | ----- | ----- | ------ |
| S. C. Heerenveen · Países Bajos   | 1.ª           | 2020-21       | 5     | 0     | 0      | 0                | 0                | 0                | —                     | —                     | —                     | 5     | 0     | 0      |
| S. C. Heerenveen · Países Bajos   | Total club    | Total club    | 5     | 0     | 0      | 0                | 0                | 0                | 0                     | 0                     | 0                     | 5     | 0     | 0      |
| Excelsior Róterdam · Países Bajos | 2.ª           | 2021-22       | 31    | 5     | 5      | 2                | 0                | 0                | —                     | —                     | —                     | 33    | 5     | 5      |
| Excelsior Róterdam · Países Bajos | 1.ª           | 2022-23       | 32    | 3     | 3      | 2                | 0                | 0                | —                     | —                     | —                     | 34    | 3     | 3      |
| Excelsior Róterdam · Países Bajos | 1.ª           | 2023-24       | 30    | 8     | 7      | 3                | 0                | 0                | —                     | —                     | —                     | 33    | 8     | 7      |
| Excelsior Róterdam · Países Bajos | Total club    | Total club    | 93    | 16    | 15     | 7                | 0                | 0                | 0                     | 0                     | 0                     | 100   | 16    | 15     |
| Jong PSV · Países Bajos           | 2.ª           | 2024-25       | 1     | 1     | 0      | —                | —                | —                | —                     | —                     | —                     | 1     | 1     | 0      |
| Jong PSV · Países Bajos           | Total club    | Total club    | 1     | 1     | 0      | 0                | 0                | 0                | 0                     | 0                     | 0                     | 1     | 1     | 0      |
| PSV Eindhoven · Países Bajos      | 1.ª           | 2024-25       | 7     | 2     | 1      | 0                | 0                | 0                | 3                     | 0                     | 1                     | 10    | 2     | 2      |
| PSV Eindhoven · Países Bajos      | Total club    | Total club    | 7     | 2     | 1      | 0                | 0                | 0                | 3                     | 0                     | 1                     | 10    | 2     | 2      |
| Total carrera                     | Total carrera | Total carrera | 106   | 19    | 16     | 7                | 0                | 0                | 3                     | 0                     | 1                     | 116   | 19    | 17     |

## Palmarés

### Campeonatos nacionales
| Título                        | Club          | País         | Año  |
| ----------------------------- | ------------- | ------------ | ---- |
| Eredivisie                    | PSV Eindhoven | Países Bajos | 2025 |
| Supercopa de los Países Bajos | PSV Eindhoven | Países Bajos | 2025 |

### Campeonatos internacionales
| Título                           | Equipo           | Sede      | Año  |
| -------------------------------- | ---------------- | --------- | ---- |
| Copa Africana de Naciones Sub-23 | Marruecos sub-23 | Marruecos | 2023 |